# 11e soirée des prix Jutra
La 11e soirée des prix Jutra, récompensant les films sortis en 2008, a lieu le 29 mars 2009 et est diffusée à la télévision de Radio-Canada en direct du Théâtre Saint-Denis à Montréal.

## Déroulement
Le gala est animé par Karine Vanasse, récipiendaire de deux Jutra de la meilleure actrice. Les cotes d'écoutes ont atteint seulement 564 000 téléspectateurs, un creux historique.

## Palmarès
Les lauréats sont indiqués ci-dessous en premier de chaque catégorie et en gras.

### Meilleur film
- Ce qu'il faut pour vivre
  - Borderline
  - C'est pas moi, je le jure!
  - Maman est chez le coiffeur

### Meilleure réalisation
- Lyne Charlebois - Borderline
  - Yves Christian Fournier - Tout est parfait
  - Robert Morin - Papa à la chasse aux lagopèdes 
  - Benoît Pilon - Ce qu'il faut pour vivre

### Meilleur acteur
- Natar Ungalaaq - Ce qu'il faut pour vivre
  - Michel Côté - Cruising Bar 2
  - Alexis Martin - Le Banquet
  - Vincent-Guillaume Otis - Babine

### Meilleure actrice
- Isabelle Blais - Borderline
  - Suzanne Clément - C'est pas moi, je le jure !
  - Susan Sarandon - Emotional Arithmetic 
  - Guylaine Tremblay - Le Grand Départ

### Meilleur acteur de soutien
- Normand D'Amour - Tout est parfait
  - Gabriel Arcand - Maman est chez le coiffeur
  - Daniel Brière - C'est pas moi, je le jure !
  - Luc Picard - Babine

### Meilleure actrice de soutien
- Angèle Coutu - Borderline
  - Céline Bonnier - Maman est chez le coiffeur
  - Danielle Proulx - Le Déserteur
  - Maxim Roy - Le Mur d'Adam

### Meilleur scénario
- Bernard Émond et Benoît Pilon - Ce qu'il faut pour vivre
  - Philippe Falardeau - C'est pas moi, je le jure !
  - Fred Pellerin - Babine
  - Guillaume Vigneault - Tout est parfait

### Meilleure direction artistique
- Nicolas Lepage - Babine
  - Jean-François Campeau - C'est pas moi, je le jure !
  - Danielle Labrie - Le Piège américain
  - Michel Marsolais - Dans une galaxie près de chez vous 2

### Meilleurs costumes
- Carmen Alie - Babine
  - Michèle Hamel - Maman est chez le coiffeur
  - Michèle Hamel - Le Piège américain
  - Ginette Magny - Le Banquet

### Meilleur maquillage
- Kathryn Casault - Babine
- Claudette Beaudoin - Le Déserteur
- Marie-Angèle Breitner - Borderline
- CJ Goldman - The Descendant

### Meilleure coiffure
- Martin Lapointe - Maman est chez le coiffeur
  - Réjean Goderre - Cruising Bar 2
  - Manon Joly - C'est pas moi, je le jure !
  - Denis Parent - Babine

### Meilleure direction de la photographie
- André Turpin - C'est pas moi, je le jure !
  - Daniel Jobin - Maman est chez le coiffeur
  - Robert Morin - Papa à la chasse aux lagopèdes
  - Ronald Plante - La Ligne brisée

### Meilleur montage
- Yvann Thibaudeau - Borderline
  - Glenn Berman - Un été sans point ni coup sûr
  - Carina Baccanale, Dominique Fortin - Le Banquet
  - Isabelle Malenfant - Un capitalisme sentimental

### Meilleur son
- Dominique Chartrand, Olivier Calvert, Louis Gignac, Gavin Fernandes - Babine
  - Patrick Rousseau, Marie-Claude Gagne, Louis Gignac - Le Grand Départ
  - Michel Lecoufle, Olivier Calvert, Stéphane Bergeron - Tout est parfait
  - Tod Vandyk, Peter Lopata, Jean-Philippe Espantoso - Who Is KK Downey?

### Meilleure musique
- Normand Corbeil, Serge Fiori - Babine
  - Robert Marcel Lepage - Ce qu'il faut pour vivre
  - Carl Bastien, Luc Sicard - Un été sans point ni coup sûr
  - Laurent Eyquem - Maman est chez le coiffeur

### Meilleur film documentaire
- Sous la cagoule, un voyage au bout de la torture - Patricio Henriquez (Macumba)
- De l'autre côté du pays - Catherine Hébert (Mango Films)
- La Mémoire des anges - Luc Bourdon (ONF)
- L'Atelier de mon père - Jennifer Alleyn (Amazone Films)

### Meilleur court ou moyen métrage de fiction
- Next Floor - Denis Villeneuve (Phi Group)
  - La Battue - Guy Édoin (MetaFilms)
  - Les Réfugies - Émile Proulx-Cloutier (Micro_scope)
  - Mon nom est Victor Gazon - Patrick Gaze (Facteur 7)

### Meilleur court ou moyen métrage d'animation
- Le Nœud cravate (en) - Jean-François Lévesque (ONF)
  - Drux Flux (en) - Théodore Ushev (ONF)
  - Les Anges déchets - Pierre M. Trudeau (Élaine Dallaire)
  - Rosa Rosa - Félix Dufour-Laperrière (ONF / Folimage)

## Prix spéciaux

### Jutra-Hommage
- Fernand Dansereau[2]

### Film s'étant le plus illustré à l'extérieur du Québec
- Maman est chez le coiffeur
  - Ce qu'il faut pour vivre
  - Continental, un film sans fusil
  - Les 3 P'tits Cochons
  - Tout est parfait

### Billet d'or
- Robert Ménard, Patrick Roy - Cruising Bar 2